# 克拉代什
克拉代什（法語：Cladech，法語發音：[kladɛʃ]）是法国多尔多涅省的一个市镇，属于萨拉拉卡内达区。

## 地理
克拉代什（44°48'56"N, 1°4'18"E）面积5.49 平方千米，位于法国新阿基坦大区多爾多涅省，该省份为法国西南部内陆省份，是法國本土面积第三大的省，大致对应佩里戈尔地区，北起顺时针与夏朗德省、上维埃纳省、科雷兹省、洛特省、洛特-加龙省、吉倫特省和滨海夏朗德省接壤。
与克拉代什接壤的市镇（或旧市镇、城区）包括：阿拉斯莱米讷、卡尔沃、韦里讷德多姆、圣日耳曼-德贝尔韦斯。
克拉代什的时区为UTC+01:00、UTC+02:00（夏令时）。

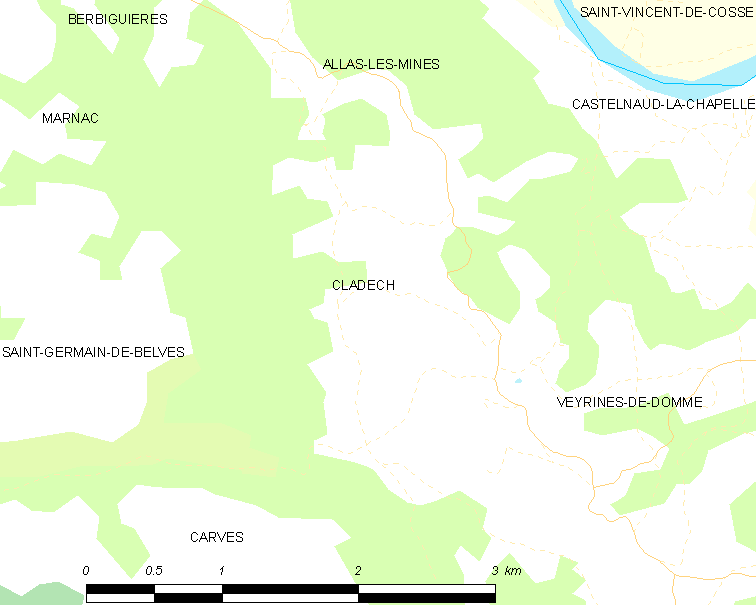
克拉代什的OSM定位图

## 行政
克拉代什的邮政编码为24170，INSEE市镇编码为24122。

## 政治
克拉代什所属的省级选区为多尔多涅河谷县。

## 人口

1962-2008年间克拉代什人口变化图示

克拉代什于2022年1月1日时的人口数量为87人。